# Hemioplisis drepanula
Hemioplisis drepanula là một loài bướm đêm trong họ Geometridae.